# Baloncesto en los Juegos Panafricanos de 2015
El Baloncesto en los Juegos Panafricanos de 2015 se celebró entre los días 9 y 18 de septiembre de 2015 en la capital Brazzaville en las modalidades masculino y femenino.

## Resultados
| Evento    | Oro    | Plata   | Bronce  |
| --------- | ------ | ------- | ------- |
| Masculino | Angola | Egipto  | Nigeria |
| Femenino  | Malí   | Nigeria | Angola  |

## Medallero
| # | País    | Oro | Plata | Bronce | Total |
| - | ------- | --- | ----- | ------ | ----- |
| 1 | Angola  | 1   | 0     | 1      | 2     |
| 2 | Mali    | 1   | 0     | 0      | 1     |
| 3 | Nigeria | 0   | 1     | 1      | 2     |
| 4 | Egipto  | 0   | 1     | 0      | 1     |
|   | Total   | 2   | 2     | 2      | 4     |